# ユニビジョン
ユニビジョン（Univision スペイン語読みではウニビシオン）はアメリカ合衆国におけるスペイン語のテレビネットワーク。1955年にテキサス州サンアントニオに開局したテレビ局がルーツで、スペイン系住民の増加に伴いネットワークを拡大。2008年現在では全米の60以上の都市をカバーしている。主にメキシコのテレビサの番組を中心に放送されている。
運営はニューヨークに本社を置くユニビジョン・コミュニケーションズが行っているが、国内での番組制作はマイアミで行われている。

## 主な番組
- Noticiero Univision（ノーティシエロ・ウニビシオン - ユニビジョン・ニュース）
- Despierta América（デスピエルタ・アメリカ - 起きて!アメリカ: 朝の情報番組）
- El Gordo y La Flaca（エル・ゴルド・イ・ラ・フラカ - 太っちょ男と痩せ女: バラエティー番組）
- Primer Impacto（プリメール・イムパクト - 第一インパクト: ニュース番組）
- Republica Deportiva（レプブリカ・デポルティーバ - スポーツ共和国: ジュリアン・ギル Julián Gil によるスポーツ番組）
- Contacto Deportivo（スポーツ コンタクト、スポーツ プログラム テレビサ および TUDN の一部のみ）

## 関連テレビ局
- テレビサ
- ベネビジョン
- テー・ベー・アステカ
- テレムンド
- ガラビシオン（Galavisión） - テレビザの生番組を中心に編成しているケーブルテレビ専門放送局。
- ユニもっと（ UniMás） - 同じ親会社のスペイン語ネットワークであるが、メキシコ制作の番組が多い。